# 487 av. J.-C.
Cette page concerne l'année 487 av. J.-C. du calendrier julien proleptique.

## Événements
- 13 août : à Rome, début du consulat de Titus Sicinius Sabinus et Caius Aquillius Tuscus[1].

- Athènes tente une expédition contre sa rivale Égine[2].
- À Athènes, les archontes sont désignés à l’Assemblée par un tirage au sort[3] (stochocratie).
- Premier ostracisme à Athènes à l'encontre du Pisistratide Hipparque, fils de Charmos[4].

## Décès
- Le 24e prophète jaïna Vardhamâna ou Mahâvîra (559,487 ou 468 av. J.-C.). Né d’une famille princière à Kundagâma, près de Vaiśâlî, au nord de Patna, il distribue ses biens à la mort de ses parents à l’âge de trente ans, pour mener une vie d’ascèse errant dans le bassin du Gange. Il fonde le Jaïnisme dans le Bihâr (ascèse, respect des êtres vivants, pureté des mœurs, pas de dieu reconnu mais 24 prophètes, les jina, « vainqueurs »). On peut penser que le jaïnisme a une tradition plus ancienne[5].